# Eumel
Ein Eumel ist umgangssprachlich der Begriff für etwas Sonderbares, eine Person oder eine Sache. Oft wird darunter ein unsympathischer Mensch, ein Idiot oder ein unförmiger Gegenstand verstanden. Der Duden beschreibt den Begriff als veraltete Jugendsprache, wobei auch die Bedeutung als umgänglicher, sympathischer Mensch genannt wird. Es gibt auch das Verb eumeln für Tätigkeiten, die einen Eumel üblicherweise auszeichnen sollen oder als Begriff für feiern, sich amüsieren oder Zärtlichkeiten austauschen bzw. intim sein. Der Begriff kann, muss aber nicht negativ konnotiert sein, die genaue Bedeutung ist vom Kontext der Situation bzw. der Formulierung abhängig, eventuell auch vom Tonfall (z. B. vorwurfsvoll oder liebevoll) bei direkter Rede.

## Etymologie
Die Herkunft des Wortes ist unbekannt. Ob z. B. altgriechisch Εὐμενίδες Eumenides („die Wohlgesinnten, die Wohlwollenden“, Eumenide als verhüllende Bezeichnung für Erinye, d. h. Furien) oder lateinisch Mulus (Maultier) damit in Zusammenhang stehen, ist somit unklar.
Der Ursprung der heutigen Verwendung ist ebenfalls unklar. Zweifel dürfte es daran geben, ob die Jugendsprache den Begriff tatsächlich „erfunden“ hat. Ein Beleg aus dem Jahr 1629 findet sich für Tirol und Vorarlberg und nennt „Knechte und Jungen im Eumel-Stalle“. Der Herausgeber erklärt Eumel 1835 in Klammern als „Maulthier“ und mutmaßt in der Fußnote den Ursprung im lateinischen und italienischen Wort muli. In der Bedeutung alberner Mensch bzw. Tölpel ist Eumel 1843 und 1860 für das Fürstentum Waldeck belegbar, offenbar als etablierter Begriff aus der Volksüberlieferung.

## Begriffsverwendung
Obwohl die Jugendsprache erst in neuerer Zeit untersucht wird (beispielsweise angeregt durch Ulrich Plenzdorfs 1972 uraufgeführtes Bühnenstück Die neuen Leiden des jungen W.), wird der Eumel schon in Fjodor Sologubs Roman Der kleine Dämon (in der Übersetzung des russischen Worts nedotykomka von Reinhold von Walter aus dem Jahr 1919) als teuflische, den Protagonisten verfolgende Gestalt beschrieben. In der Folge bekam der Begriff zahlreiche weitere unterschiedliche Bedeutungen.
In den 70er Jahren waren Eumel als „Gardinenschädlinge“ Zeichentrickwerbefiguren in Werbefilmen von Hoffmann’s Stärkefabriken und fanden so nach Ansicht der Welt Eingang in die Jugendsprache der DDR. Die Titulierung als Eumel wird aber auch zur Verstärkung der Kritik an einer Person verwendet, so wurde z. B. 2009 der mit der Goldenen Himbeere als schlechtester Regisseur ausgezeichnete Uwe Boll als „teutonischer Eumel des Weltkinos“ verhöhnt.
Da der Eumel ein Begriff der Umgangssprache ist, ist die Beschreibung in renommierten bzw. redaktionell betreuten Medien spärlich. Weitere Quellen beschreiben den Begriff unterschiedlich, teilweise auch widersprüchlich. Im Projekt einer Gymnasialklasse wird Eumel (oder „Eumelchen“) als Kosewort aufgefasst. Für die Sprachnudel ist ein Eumel ein „undefinierbarer Behälter“ oder ein Mensch, „der etwas langsam und chaotisch aber liebenswert“ sei. Babylon beschreibt ihn als humorvollen, despektierlichen Ausdruck für einen Menschen, aber auch für ein Haustier oder eine Sache, z. B. einen schweren Stein oder eine auffällige Stelle eines ungewöhnlich geformten Gegenstandes. In einem Nonstop-Nonsens-Sketch zur Fußball-Weltmeisterschaft 1978 bezeichnete Dieter Hallervorden den FIFA-WM-Pokal als „seltsamen Eumel“. Mit „Eumel“ werden Tabubegriffe ersetzt, z. B. „Penis“ im Film Der diskrete Charme der Bourgeoisie (1972). Im Ruhrgebiet wird Eumel als dumme, aber dennoch recht liebenswürdige Person und harmloser als Dussel aufgefasst. Übersetzt wird das Wort im Englischen mit twerp (Kerl) oder ninny (Dummkopf, Einfaltspinsel).